# ザ・ベニーケー・ショウ〜on the floor編〜
『ザ・ベニーケー・ショウ～on the floor編～』（-オン・ザ・フロアへん）は、BENNIE Kの2枚目のミニアルバム。2006年8月2日発売。

## 概要
2004年にリリースしたミニアルバム『ザ・ベニーケー・ショウ』の第二弾。ゲストにアルファ、Baise Plant（MONKEY MAJIK）、TSUYOSHI、GIPPER（NORA）、a.miaを迎えている。このミニアルバムリリース後の2006年9月6日に収録曲全曲のミュージック・ビデオを収録したDVD『ザ・ベニーケー・ショウ～on the floor編?～』もリリースされた。

## 収録曲
1. DISCO先輩
/ withアルファ
2. Endless Summer
/ with Baise Plant（MONKEY MAJIK）
3. 連想ゲーム
/ with TSUYOSHI
4. Doggy Love
/ with GIPPER（NORA）
5. Pink noise babies
/ with a.mia（Little Hippies）